# Tarsier Studios
Tarsier Studios es un estudio de desarrollo de videojuegos independiente que tiene su sede en Malmö, Suecia. Fundado en 2004 como Team Tarsier, el equipo eventualmente cambió su nombre por Tarsier Studios cuando lanzaron sus primeros dos proyectos relacionados con las propiedades de SCE en 2009. En 2010, firmaron un acuerdo de publicación con Sony Interactive Entertainment y Microsoft Windows en un nuevo proyecto sin anunciar, obteniendo el soporte de la primera parte de Sony. El estudio consta de aproximadamente 45 empleados. El 19 de mayo de 2014, Tarsier Studios anunció que estaba trabajando en una nueva propiedad intelectual titulada Hunger para PlayStation 4, pero más tarde re-anunciado como Little Nightmares, que fue lanzado en Microsoft Windows, PlayStation 4 y Xbox One y que fue publicado por Bandai Namco Entertainment.

## Juegos
| Año  | Juego                              | Plataforma (s)                                               |
| ---- | ---------------------------------- | ------------------------------------------------------------ |
| 2008 | LittleBigPlanet (DLC)              | PlayStation 3                                                |
| 2009 | Rag Doll Kung Fu: Fists of Plastic | PlayStation 3                                                |
| 2011 | LittleBigPlanet 2 (DLC)            | PlayStation 3                                                |
| 2012 | LittleBigPlanet PS Vita            | PlayStation Vita                                             |
| 2013 | DC Comics Premium Level Pack       | PlayStation 3                                                |
| 2014 | LittleBigPlanet 3                  | PlayStation 3, PlayStation 4                                 |
| 2015 | Tearaway Unfolded                  | PlayStation 4                                                |
| 2017 | Little Nightmares                  | Microsoft Windows, PlayStation 4, Xbox One, Nintendo Switch  |
| 2017 | Statik                             | PlayStation VR                                               |
| 2021 | Little Nightmares 2                | Microsoft Windows, PlayStation 4, Nintendo Switch, Xbox Onei |
| 2026 | Reanimal                           | PlayStation 5, Nintendo Switch 2 y Xbox Series X/S           |